# 脆性信使核蛋白1

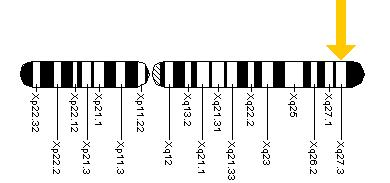
Location of FMR1 on the X chromosome.

脆性X信使核蛋白1（英語：Fragile X Messenger Ribonucleoprotein 1, FMR1）是人类基因，其编码的蛋白质是脆性X信使核蛋白(fragile X messenger ribonucleoprotein , FMRP)，常见于大脑，对正常的认知发育和女性生殖功能起关键作用。FMR1基因的突变会导致X染色體易裂症、智能障礙、原發性卵巢功能低下、孤独症谱系障碍、帕金森氏病、发育迟缓和其它认知缺陷。FMR1前突变与广泛的临床表型相关，在全世界的患者高达两百万之多。

## 功能

### 突触可塑性
FMRP在各种神经元具有广泛功能，但这些功能还没有完全确定。有证据表明FMRP在mRNA的核质穿梭、树状细胞mRNA定位和突触蛋白质合成中起作用。